# Anne Yelsey
Anne Yelsey (28 augustus 1985) is een voormalig tennisspeelster uit de Verenigde Staten. Ze studeerde aan Stanford University, waarvoor ze uitkwam tijdens haar studie.
Yelsey won in 2006 het enkelspel van het ITF-toernooi van St. Joseph (Missouri). In het dubbelspel won ze vier ITF-toernooien: in 2006 met Lindsay Nelson het toernooi van College Park (Maryland), in 2007 het toernooi van Noto in Japan met Sophie Ferguson en in 2008 met Whitney Deason het toernooi van St. Joseph (Missouri) en in Mexico het toernooi van Ciudad Obregón met Miki Miyamura. Zowel in 2003 als in 2006 nam Yelsey deel aan het dubbelspel van het US Open, waar zij beide keren in de eerste ronde werd uitgeschakeld.